# ستيفان هولم
ستيفان هولم (بالسويدية: Stefan Holm) مواليد 25 مايو 1976، هو لاعب قفز عالي سويدي معتزل. أفضل رقم شخصي له هو 2.37 م. شارك في دورة الألعاب الأولمبية وحصل على الميدالية الذهبية.

## سجل المنافسة
| العام       | المسابقة                                    | المكان        | المركز      | ملاحظة      |
| يمثل السويد | يمثل السويد                                 | يمثل السويد   | يمثل السويد | يمثل السويد |
| ----------- | ------------------------------------------- | ------------- | ----------- | ----------- |
| 1993        | بطولة أوروبا لألعاب القوى للناشئين 1993     | سان سيباستيان | 11          | 2.06 م      |
| 1994        | بطولة العالم للناشئين لألعاب القوى 1994     | لشبونة        | 7           | 2.10 م      |
| 1995        | بطولة أوروبا لألعاب القوى للناشئين 1995     | نيرغهازا      | 6           | 2.17 م      |
| 1997        | بطولة العالم لألعاب القوى داخل الصالات 1997 | باريس         | 8           | 2.25 م      |
| 1998        | بطولة أوروبا لألعاب القوى داخل الصالات 1998 | بلنسية        | 19          | 2.20 م      |
| 1998        | بطولة أوروبا لألعاب القوى 1998              | بودابست       | 7           | 2.27 م      |
| 1999        | بطولة العالم لألعاب القوى داخل الصالات 1999 | مايه-باشي     | 6           | 2.25 م      |
| 1999        | الألعاب الجامعية الصيفية 1999               | ميورقة        | 4           | 2.25 م      |
| 1999        | بطولة العالم لألعاب القوى 1999              | إشبيلية       | 10          | 2.25 م      |
| 2000        | بطولة أوروبا لألعاب القوى داخل الصالات 2000 | غنت           | 4           | 2.32 م      |
| 2000        | الألعاب الأولمبية الصيفية 2000              | سيدني         | 4           | 2.32 م      |
| 2001        | بطولة العالم لألعاب القوى داخل الصالات 2001 | لشبونة        | 1           | 2.32 م      |
| 2001        | بطولة العالم لألعاب القوى 2001              | إدمونتون      | 4           | 2.30 م      |
| 2001        | ألعاب النوايا الحسنة 2001                   | بريزبان       | 1           | 2.33 م      |
| 2002        | بطولة أوروبا لألعاب القوى داخل الصالات 2002 | فيينا         | 2           | 2.30 م      |
| 2002        | بطولة أوروبا لألعاب القوى 2002              | ميونخ         | 2           | 2.29 م      |
| 2003        | بطولة العالم لألعاب القوى داخل الصالات 2003 | برمنغهام      | 1           | 2.35 م      |
| 2003        | بطولة العالم لألعاب القوى 2003              | باريس         | 2           | 2.32 م      |
| 2004        | بطولة العالم لألعاب القوى داخل الصالات 2004 | بودابست       | 1           | 2.35 م      |
| 2004        | الألعاب الأولمبية الصيفية 2004              | أثينا         | 1           | 2.36 م      |
| 2005        | بطولة أوروبا لألعاب القوى داخل الصالات 2005 | مدريد         | 1           | 2.40 م      |
| 2005        | بطولة العالم لألعاب القوى 2005              | هلسنكي        | 7           | 2.29 م      |
| 2006        | بطولة العالم لألعاب القوى داخل الصالات 2006 | موسكو         | 5           | 2.30 م      |
| 2006        | بطولة أوروبا لألعاب القوى 2006              | غوتنبرغ       | 3           | 2.34 م      |
| 2007        | بطولة أوروبا لألعاب القوى داخل الصالات 2007 | برمنغهام      | 1           | 2.34 م      |
| 2007        | بطولة العالم لألعاب القوى 2007              | أوساكا        | 4           | 2.33 م      |
| 2008        | بطولة العالم لألعاب القوى داخل الصالات 2008 | بلنسية        | 1           | 2.36 م      |
| 2008        | الألعاب الأولمبية الصيفية 2008              | بكين          | 4           | 2.32 م      |

## روابط خارجية
- ستيفان هولم على موقع الاتحاد الدولي لألعاب القوى (الإنجليزية)
- ستيفان هولم على موقع اللجنة الأولمبية الدولية (الإنجليزية)
- ستيفان هولم على موقع أوليمبيديا (الإنجليزية)
- ستيفان هولم على موقع اللجنة الأولمبية السويدية (السويدية)